# Moritz Christian Julius Thaulow
Moritz Christian Julius Thaulow (født 19. november 1812 i Slesvig, død 20. juli 1850 i Kristiania) var en norsk kemiker. Han var bror til Heinrich Arnold og Harald Conrad Thaulow samt far til Johan Fredrik og farbror til Frits Thaulow.
Faderen var af norsk slægt. Han studerede kemi i Kiel og kom 1832 til Kristiania som assistent i fysik og kemi hos Jens Jacob Keyser. I 1837 opgav han denne post og studerede i de følgende år med stipendium kemi dels i Berlin, dels hos Liebig i Giessen, dels i Paris. Efter sin hjemkomst (1839) blev han lektor i kemi veduniversitetet som den første særlige lærer i dette fag. I 1844 blev han professor og virkede som sådan til sin død. Han har indlagt sig megen fortjeneste dels ved sin virksomhed ved universitetet, dels ved sit arbejde for udbredelsen af kundskab om kemiens anvendelse i det praktiske liv.